# Nationaal park Garphyttan
Nationaal park Garphyttan (Zweeds: Garphyttans Nationalpark)ligt in  het Zweedse landschap Närke, in de gemeente Lekeberg in de buurt van Garphyttan. Het park heeft een oppervlakte van 111 hectare en bestaat voornamelijk uit oud cultuurlandschap dat wordt gekenmerkt door heuvelachtig terrein.

## Geschiedenis
Garphyttan werd in 1909 tot nationaal park uitgeroepen. Het park was een deel van de boerderij Östra Svenshyttan, een oud bergmanshuis. De bedoeling van het nationale park was om het mooie oude cultuurlandschap met akkers en weides, afgewisseld met heuvels in stand te houden. Tijdens een periode van 30 jaar groeide het park echter dicht. Men begreep niet dat de schoonheid alleen voor toekomstige generaties bewaard kon blijven door van de ouderwetse landbouwmethodes gebruik te blijven maken.
Omstreeks 1870 was bijna al het bos dat bij de boerderij Östra Svenshyttan hoorde omgekapt. Van de gekapte bomen werd houtskool gemaakt. Deze houtskool diende als brandstof in de smeltovens die voor de productie van ijzer werden gebruikt. Op vele plaatsen is er nog te zien waar de houtskoolmeilers gestaan hebben. Het bos ontwikkelt zich tegenwoordig goed. Dit is onder andere ten gunste van bedreigde mossoorten, korstmossen, spechten en uilen.

## Flora en fauna
Reeds in maart staat het rood peperboompje als een van de eerste bloemen in bloei. Een aantal weken later gevolgd door duizenden leverbloempjes en bosanemoontjes. Tegen die tijd zijn de trekvogels gearriveerd, en dan met name de zanglijster, de botvink, het roodborstje en de appelvink. In mei komen zangvogels zoals de zwartkop en de fluiter.
Rond midzomer zijn de kleuren in het park het mooiste. De zee van gulden sleutelbloem wordt dan afgelost door de Europese trollius, de bevertjes en de kleine schorseneer. Ook komen hier de anders zo zeldzame hazelmuis, berkenmuis en gladde slang voor.

## Varia
Het circa 280 kilometer lange wandelpad Bergslagsleden loopt door nationaal park Garphyttan.